# NGC 2205
NGC 2205 (również PGC 18551) – galaktyka eliptyczna (E/SB0), znajdująca się w gwiazdozbiorze Malarza. Odkrył ją 9 grudnia 1836 roku John Herschel.